# Grand Central Airport (Südafrika)

i7
i11
i13
Der Grand Central Airport (IATA-Code: GCJ, ICAO-Code: FAGC) ist ein kleiner Flugplatz in Midrand zwischen Johannesburg und Pretoria in Südafrika.

## Geschichte
Das Flughafengelände wurde 1937 von Harry Shires als Spekulationsobjekt gekauft und einer Gruppe junger Flieger als Flugplatz zur Verfügung gestellt. In den 1960er Jahren wurde der Flugplatz erweitert. Im Jahre 2011 wurde eine Lizenz beantragt, um internationale Verbindungen anbieten zu können.

## Flughafenanlagen
Grand Central ist ein voll ausgestatteter Flugplatz und rund um die Uhr geöffnet. Der Komplex verfügt über ein modernes Terminalgebäude (obwohl es keine Zolleinrichtungen gibt). Er ist auch die Basis zahlreicher Flugschulen für Flugzeuge und Hubschrauber. Die Start- und Landebahn ist 1828 m lang und 23 m breit.